# Ivins (Utah)
Ivins é uma cidade  localizada no estado norte-americano de Utah, no Condado de Washington.

## Demografia
Segundo o censo norte-americano de 2000, a sua população era de 4450 habitantes.
Em 2006, foi estimada uma população de 7205, um aumento de 2755 (61.9%).

## Geografia
De acordo com o United States Census Bureau tem uma área de
26,6 km², dos quais 26,4 km² cobertos por terra e 0,2 km² cobertos por água.

## Localidades na vizinhança
O diagrama seguinte representa as localidades num raio de 32 km ao redor de Ivins.